# Чайли (Тертерський район)
Чайли (азерб. Çaylı; вірм. Այգեստան — Айґестан) — село у Тертерському районі Азербайджану. Село розташоване на північ від міста Мартакерта.
Внаслідок літнього наступу азербайджанських військ у 1992 р. під час Карабаської війни село опинилося на лінії розмежування між Азербайджаном та Нагірно-Карабаською Республікою.
9 жовтня 2020 року внаслідок поновлених зіткнень у Карабасі село було повністю взяте під контроль Національною армією Азербайджану.

## Пам'ятки
В селі розташований цвинтар 19 століття та джерело 19 століття.

## Видатні уродженці
- Саакян Юрій — вірменський письменник